# Avenida de Santiago
La avenida de Santiago es una vía pública de la ciudad española de Vitoria.

## Descripción
La vía, que fue parte de la plazuela del Hospital, adquirió entidad y título propio en 1879. Además de «avenida de Santiago», fue también «calle de Santiago» durante las tres primeras décadas del siglo XX. Nace en la actualidad del portal del Rey, en la intersección en la que la calle de Francia conecta con la de la Paz, y discurre hasta una glorieta en la que también desembocan las de Aragón y de Joaquín Collar y el portal de Elorriaga. Tiene cruces con la de los Manteli, la de los Herrán, la de José Mardones, la de Colá y Goiti, la de Miranda de Ebro, la del Condado de Treviño, la avenida de Judimendi, la glorieta en la que confluyen también Txiribia, la de Extremadura y la de Errekatxiki, la de Jacinto Benavente,  la de Andalucía, la de Aragón, la de Madrid y la de los Astrónomos. Aparece descrita en la Guía de Vitoria (1901) de José Colá y Goiti con las siguientes palabras:

Calle de Santiago.—Nombre primitivo, dado en 1879, y antes era parte de la plazuela del Hospital. Principia en esta plazuela y termina en el alto del Polvorín.
(Colá y Goiti, 1901, p. 61)

En la calle han tenido sede a lo largo de los años la Jefatura Provincial de Sanidad, un cuartel de nombre Sancho el Sabio, el Tribunal Tutelar de Menores, la sociedad recreativa conocida como Peña Los Álava y el aeródromo de Martínez de Aragón —también conocido como del General Mola— , entre otras instituciones y variados comercios. Por la vía también pasaba el trazado del ferrocarril Vasco-Navarro. Tuvo en la calle taller el escultor Lorenzo Fernández de Viana Sáenz de Ugarte. En la actualidad, están allí el Colegio Oficial de Médicos de Álava y el Instituto Vasco de Consumo.